# 休日 (アルバム)
『休日』（きゅうじつ）は、大橋卓弥のインディーズソロアルバムである。

## 概要
- 大橋がスキマスイッチを結成する以前に制作、発売した唯一の作品である。
- 「style」とボーナストラックの「休日」以外の4曲は後にスキマスイッチ名義のアルバム『10チャンネル』にリアレンジされ収録されている。

## 収録曲
CD
| #  | タイトル                   | 作詞 | 作曲・編曲 |
| -- | -------------------------- | ---- | ---------- |
| 1. | 「夕凪」                   |      |            |
| 2. | 「style」                  |      |            |
| 3. | 「水槽」                   |      |            |
| 4. | 「let's (demo/track)」     |      |            |
| 5. | 「woodnote」               |      |            |
| 6. | 「休日」(ボーナストラック) |      |            |

### 楽曲解説
1. 夕凪
  - The Beatlesの影響を受けて作った楽曲[1]。
  - この楽曲のアレンジとレコーディングを常田に依頼したことがきっかけでスキマスイッチを結成することとなる[1]。
  - スキマスイッチ名義の13枚目のシングル「アイスクリーム シンドローム」のカップリングに収録される。
2. style
  - 収録曲の中で唯一、この楽曲だけ『10チャンネル』に収録されなかった。
3. 水槽
  - 初発表から6年の歳月を経て松たか子に楽曲提供されている。
4. let's (demo/track)
  - 初発表から5年の歳月を経てソニンに「あすなろ銀河」というタイトルで再度リメイクされ楽曲提供されている。
5. woodnote
  - 現時点で歌詞が唯一英語詞である楽曲。
6. 休日
  - ボーナストラック
  - 大橋の声に混じって常田の声によく似た人物の声が録音されている。